# Hepatopulmonalni sindrom
Hepatopulmonalni sindrom (akronim HPS) je plućna komplikacija uznapredovale bolesti jetre, u odsutnosti drugih kardiopulmonalnih bolesti. Iako prevalencija bolesi iznosi i do 47%, ona se u kliničkoj praksi retko pravovremeno prepoznaje i dijagnostikuje, iako zahteva kod bolesnika s cirozom jetre, zbog prateće respiratorne simptomatologije, blagovremeno lečenje.
Dijagnoza HPS-a, kojom treba isključiti kardiopulmonalne uzroke kao i druga stanja kao mogući uzrok platipneje, postavlja se na osnovu detaljne anamneze, fizikalnog pregleda, analize gasova u arterijskoj krvi, radiografije grudnih organa, funkcionalnog testiranja pluća, MSCT pluća, kontrastne ehokardiografije, scintigrafije makroagregatima albumina obeženih tehnecijem i CT plućne angiografije.
U terapiji HPS, i pored primene inhibitora azotnogoksida, antibiotika, selektivnih plućnih vazokonstriktora, ne ostvaruju se značajni rezultati, tako da je jedina uspešna metoda lečenja ortotopna transplantacija jetre (OTJ).

## Definicija
Hepatopulmonalni sindrom, se definiše kao — klinički sindrom sa sledećim trijasom simptoma: bolest jetre, hipoksemija i dilatacija plućne cirkulacije, u odsutnosti drugih kardiopulmonalnih bolesti

## Epidemiologija
Prevalencija hepatopulmonalnog sindroma se kreće od 4% do 47%.  Velika razlika u prevalenciji posledica je primene različitih vrednosti u definisanju arterijske hipoksemije u pojedinim studijama. Od navedenog broja smatra se da trećina bolesnika sa cirozom jetre razvija HPS.
Razvojem hepatopulmonalnog sindroma mortalitet u bolesnika sa cirozom jetre progresivno se povećava, tako da je prosečno preživljavanje kod bolesnika sa cirozom jetre, sa hepatopulmonalnim sindromom oko 10,6 meseci, dok je u onih bez hepatopulmonalnog sindroma preživljavanje bilo 40,8 meseci.

## Etiologija
U osnovi hepatopulmonalnog sindroma najčešće je ciroza jetre — kao progresivne boleste kompleksne simptomatologije koja se karakteriše poremećajima mnogih organskih sistema. Plućne komplikacije ciroze jetre obuhvataju plućnu hipertenziju i h epatopulmonalni sindrom.
Međutim ciroza jetre nije jedini faktor za razvoj HPS. On se može javiti i u drugim stanjima kao što su:
- ekstrahepatična opstrukcija portalne vene,
- nodularna hiperplazija,
- tirozinemija,
- hronični aktivni hepatitis,
- fulminantna dekompanzacija jetre,
- portalna hipertenzija koja nije povezana s cirozom jetre.

Najčešće se javlja u kriptogenoj cirozi jetre i onoj uzrokovanoj virusom hepatitisa B.
.

## Patogeneza
Hepatopulmonalni sindrom nastaje kao posledica stvaranja mikroskopskih intrapulmonalnih arterio–venskih šantova kod bolesnika sa hroničnim bolestima jetre. Patogenetski mehanizam hepatopulmonalnog sindroma je nepoznat ali se smatra da nastaje usled povećanog stvaranja ili smanjene eliminacije vazodilatatora iz jetre (moguće azot-monoksida).
Vaskularne dilatacije dovode do preterane perfuzije pluća u odnosu na ventilaciju, što vodi u hipoksemiju. Kako su lezije brojnije u bazalnim delovima pluća, hepatopulmonalni sindrom izaziva platipneju (dispneju) i ortodeoksiju (hipoksemiju) u sedećem ili stojećem položaju, koje se smanjuju u ležećem položaju. Većina bolesnika ima eflorescencije na koži slićne onima kod hronične bolesti jetre kao što su paukoliki nevusi. Međutim, oko 20% bolesnika ima samo plućne simptome.

## Klinička slika
Kliničkom slikom dominiraju pored simptoma sličnih cirozi jetre — portalna hipertenzija (hepatosplenomegalija, portalna gastropatija i varikoziteti jednjaka) i pulmonalni simptomi — dispneja u naporu i progresivni umor u odsutnosti ortopneje, paroksizmalne noćne dispneje, kašlja i bronhospazma.
Od glavnih simptoma i znakova bolesti mogu se uočiti:
- ikterična (žućkaksta) prebojensot kože i vidljive sluzokože,
- blago dispneja,
- normotenzivnost,
- lividna prebojenost usana,
- teleangijektazije po koži lica, sa po nekoliko paukolikih angioma po koži gornjeg dela grudnog koša,
- batičasti prsti,
- umereni ascites,
- hepatosplenomegalija.

## Dijagnoza
Dijagnoza hepatopulmonalnog sindroma postavlja se na osnovu:
Anamneza
Fizikalni pregled
U fizikalnom pregledu dominiraju znakovi ciroze jetre, dispneja, platipneja, cijanoza
Acidobazni status
Acidobazni status se karakteriše hipoksemijom, ortodeoksijom
Kontrastna ehokardiografija
Scintigrafija
Scintigrafijom se izvodi makroagregatima albumina obeeženih tehnecijem
Kompjuterizovana tomografija
Zasniva se na primeni višeslojne kompjutorizirane tomografija pluća i plućnoj angiografiji

## Terapija
Oksigenoterapija je glavna simptomatska terapija. Drugi lekovi, kao somatostatin koji inhibira vazodilataciju, imaju skroman učinak i to samo kod nekih bolesnika.
Embolizacija spiralnim umetcima je ograničena zbog brojnosti i veličine lezija.
Inhalacijski inhibitori sinteze azota mogli bi u budućnosti biti jedna od terapijskih opcija.
Jedina uspešna metoda lečenja hepatopulmonalnog sindroma je za sada ortotopna transplantacija jetre (OTJ).

## Prognoza
Bez asdekvatnog i pravovremenog lečenja, prognoza HPSje loša (preživljenje je < 2 godine). Hepatopulmonalni sindrom se može povući nakon transplantacije jetre ili ako se osnovna bolest jetre poboljša.

## Literatura
- Rodríguez-Roisin, Roberto; Krowka, Michael J. (29. 5. 2008). „Hepatopulmonary Syndrome — A Liver-Induced Lung Vascular Disorder” (PDF). New England Journal of Medicine. 358 (22): 2378—2387. PMID 18509123. doi:10.1056/NEJMra0707185.

## Spoljašnje veze
- Hepatopulmonalni sindrom - my.clevelandclinic.org (језик: енглески)

|  | Molimo Vas, obratite pažnju na važno upozorenje u vezi sa temama iz oblasti medicine (zdravlja). |